# Oberkommando der Luftwaffe
L’Oberkommando der Luftwaffe (OKL) était le haut commandement de l'Armée de l'air (Luftwaffe) du Troisième Reich.
Le Reichsluftfahrtministerium ou RLM (« ministère des Transports aériens du Reich » ou « ministère de l‘Air du Reich ») était situé à Berlin et a été dirigé par Hermann Göring en sa qualité de ministre de l'Air. Le ministère a inclus les seize inspections mentionnées ci-dessous.

## Hiérarchie
L’Oberkommando der Wehrmacht (OKW) était la plus élevée des institutions militaires dans la structure de commandement. L’OKW était responsable de la coordination des efforts des trois armées : la Heer (l’Armée de terre), la Kriegsmarine (la Marine) et la Luftwaffe (l’Armée de l'air). Il a été dirigé par Wilhelm Keitel après que l'organisme a remplacé en 1938 le ministère de la Guerre, alors dirigé par Werner von Blomberg.
À la tête de la Luftwaffe, Hermann Göring, également ministre du Cabinet, a obtenu que les ordres opérationnels émanant de Hitler concernant la Luftwaffe soient directement transmis aux dirigeants de la Luftwaffe, en contournant l’OKW.
Le 5 février 1935 le haut commandement de l’Armée de l'air (en allemand : Oberkommando der Luftwaffe) (OKL), est formé. Le Generaloberst Hans Jeschonnek est nommé « chef de l‘état-major général » de l’OKL le 1er février 1939 ; il est donc le no 2 de la Luftwaffe, après son commandant en chef Göring. Cela crée un commandement militaire de l'ensemble englobant le ministère de l'Air du Reich (RLM), contrôlant tous les aspects de l'aviation. L’OKL couvre tous les services ainsi que le personnel opérationnel de la Luftwaffe.
Les parties suivantes de la Luftwaffe étaient sous son commandement :
- l'état-major ;
- le personnel opérationnel ;
- les armes d'inspection ;
- l'inspection des forces aériennes ;
- l'approvisionnement et des équipements ;
- une division des transmissions.

Les autres composantes, telles que l'armement et la fabrication des avions, sont restées sous le contrôle du RLM.
L’OKL est dirigée par le chef d'état-major général. Il est stratégiquement divisé en huit commandements (en allemand : Abteilungen) numérotées consécutivement. Les commandements sont:
1. Le commandements des opérations ;
2. La direction des organisations ;
3. La direction des formations ;
4. La direction des mouvements de troupes ;
5. La direction du renseignement ;
6. La direction équipement et matériels ;
7. La direction des archives historiques ;
8. La direction du personnel.

Il y a aussi dix-huit services d'inspection :
- l’inspection de la Luftwaffe (en allemand : Luftwaffen Inspektion) 1 - Reconnaissance ;
- Luftwaffen Inspektion 2 - bombardiers et bombardiers en piqué (Kampfflieger) ;
- Luftwaffen Inspektion 3 - avions de chasse et d'attaque au sol (Jagdflieger) ;
- Luftwaffen Inspektion 5 - sécurité aérienne et équipement ;
- Luftwaffen Inspektion 6 - véhicules à moteur ;
- Luftwaffen Inspektion 7 - transmissions(Nachrichtentruppe) ;
- Luftwaffen Inspektion 8 - avions de la marine (dissoute en 1942) ;
- Luftwaffen Inspektion 9 - écoles de formation de pilotes ;
- Luftwaffen Inspektion 10 - troupe de service et entraînement ;
- Luftwaffen Inspektion 11 - parachutisme et forces aérotransportables ;
- Luftwaffen Inspektion 12 - navigation ;
- Luftwaffen Inspektion 13 - défense aérienne (sous le contrôle du secrétaire d'État à l'Aviation) ;
- Luftwaffen Inspektion 14 - médical ;
- Luftwaffen Inspektion 15 - zones de défense de l’Air ;
- Luftwaffen Inspektion 16 - services aériens de sauvetage en mer ;
- Luftwaffen Inspektion 17 - troupes de construction et prisonniers de guerre (sous le contrôle du secrétaire d'État à l'aviation) ;
- Luftwaffen Inspektion 18 - unités de la Luftwaffe sur le terrain ;

## Commandement

### Oberbefehlshaber der Luftwaffe (ObdL)
En français, « commandant en chef de la Luftwaffe ».
| Début         | Fin           | Grade                | Nom              |
| ------------- | ------------- | -------------------- | ---------------- |
| 1er mars 1935 | 23 avril 1945 | Reichsmarschall      | Hermann Göring   |
| 25 avril 1945 | 8 mai 1945    | Generalfeldmarschall | Robert von Greim |

### Chef des Generalstabes der Luftwaffe
En français, « chef d’état-major adjoint de la Luftwaffe ».
| Début            | Fin             | Grade         | Nom                 |
| ---------------- | --------------- | ------------- | ------------------- |
| 1er mars 1935    | 3 juin 1936     | General       | Walther Wever       |
| 5 juin 1936      | 31 mai 1937     | General       | Albert Kesselring   |
| 1er juin 1937    | 31 janvier 1939 | Generaloberst | Hans-Jürgen Stumpff |
| 1er février 1939 | 19 août 1943    | Generaloberst | Hans Jeschonnek     |
| 25 août 1943     | 22 juillet 1944 | Generaloberst | Günther Korten      |
| 1er août 1944    | Octobre 1944    | General       | Werner Kreipe (en)  |
| 12 novembre 1944 | 8 mai 1945      | General       | Karl Koller         |

### Chef des Luftwaffenführungsstabes
| Début           | Fin             | Grade         | Nom                         |
| --------------- | --------------- | ------------- | --------------------------- |
| 1934            | Printemps 1936  | General       | Bernhard Kühl (uk)          |
| Printemps 1936  | Avril 1937      | General       | Wilhelm Mayer               |
| Avril 1937      | Septembre 1937  | General       | Paul Deichmann (temporaire) |
| Septembre 1937  | 28 février 1939 | General       | Bernhard Kühl (uk)          |
| 1er mars 1939   | 10 avril 1942   | General       | Otto Hoffmann von Waldau    |
| 10 avril 1942   | Mi-Mars 1943    | Generaloberst | Hans Jeschonnek             |
| Mi-Mars 1943    | Mi-Octobre 1943 | General       | Rudolf Meister (en)         |
| Mi-Octobre 1943 | Mi-Août 1944    | General       | Karl Koller                 |
| Mi-Août 1944    | 12 avril 1945   | General       | Eckhardt Christian          |
| 12 avril 1945   | 8 mai 1945      | General       | Karl Heinz Schulz           |

### Reichsminister der Luftfahrt
| Début           | Fin           | Grade           | Nom            |
| --------------- | ------------- | --------------- | -------------- |
| 30 janvier 1933 | 23 avril 1945 | Reichsmarschall | Hermann Göring |

### Der Staatssekretär der Luftfahrt
Poste aboli en juin 1944.
| Début           | Fin          | Grade                | Nom          |
| --------------- | ------------ | -------------------- | ------------ |
| 22 février 1933 | 20 juin 1944 | Generalfeldmarschall | Erhard Milch |

### Der Generalinspekteur der Luftwaffe
Poste aboli en janvier 1945*.
| Début           | Fin            | Grade                | Nom          |
| --------------- | -------------- | -------------------- | ------------ |
| 24 octobre 1933 | 7 janvier 1945 | Generalfeldmarschall | Erhard Milch |

* Adjoint à Hermann Göring comme Oberbefehlshaber der Luftwaffe et Reichsminister der Luftfahrt.

### Der Generalluftzeugmeister
Poste aboli en juin 1944.
| Début            | Fin              | Grade                | Nom          |
| ---------------- | ---------------- | -------------------- | ------------ |
| 4 février 1938   | 17 novembre 1941 | Generaloberst        | Ernst Udet   |
| 19 novembre 1941 | 20 juin 1944     | Generalfeldmarschall | Erhard Milch |

### Der Chef der Luftwehr (au RLM)
| Début            | Fin           | Grade         | Nom        |
| ---------------- | ------------- | ------------- | ---------- |
| 1er janvier 1940 | Novembre 1942 | Generaloberst | Otto Rüdel |

## Organisation administrative
La base de l'administration et de l'organisation d'approvisionnement de la Luftwaffe est le Luftgau, qui est d'abord le commandement de la zone territoriale de l'Allemagne, et plus tard d’une zone occupée ; cette unité est responsable de la formation, de l’administration, de la maintenance, de l’approvisionnement et de la défense sur le terrain.

## Organisation opérationnelle
Les Luftflottenkommando ou Luftflotte (commandement d’une flotte aérienne) sont établis sur une base territoriale. Le commandant d'une Luftflotte, normalement un Generaloberst, est responsable d’un ensemble de formations aériennes sur le terrain, indépendamment de leur rôle opérationnel.
Les formations subordonnées à une Luftflotte sont les Fliegerkorps, les Fliegerdivision, les Jagdkorps, les Jagddivision et les Jagdfliegerführer. En outre, des commandements régionaux connus sous le nom de Fliegerführer (commandant aérien) sont instaurés, comme les Fliegerführer Atlantik, Fliegerführer Afrika, etc.
Ainsi, une unité de chasse est contrôlée éventuellement par un ou plusieurs Jagdfliegerführer (ou Jafü) (commandant de chasse) pour son emploi tactique, qui est à son tour subordonné à un Fliegerkorps ou Fliegerdivision sous le contrôle final d'une Luftflotte.

## Fanion du chef de l’Oberkommando der Luftwaffe

### Fanion de commandement du Reich Minister les transports aériens
Le Ministère allemand de l'Air fut fondé le 5 mai 1933, sous l'autorité de Hermann Göring, ministre du Reich pour les Transports aériens (Reichsluftfahrtminister). À cette occasion fut introduit un fanion de commandement produit dans différentes tailles, allant de 30 centimètres à 2 mètres.
Ce fanion était constitué dans un tissu rouge vif au centre duquel se trouvait une couronne de feuilles de laurier argent. Au centre de la couronne se trouvait un aigle noir. Suspendue à la base de la couronne se trouvait une représentation en couleur de la médaille Pour le Mérite. S'étirant de chaque côté de la couronne on trouvait une paire d'ailes stylisées composée de quatre plumes.
À l'endroit, quatre secteurs blancs rayonnaient à partir de la couronne vers les angles. Ce dessin serait par la suite incorporé dans les couleurs de la future Luftwaffe. Dans chacun des quatre angles figurait une svastika noire. L'envers présentait quelques petites différences, des aigles figuraient à la place des svastikas dans les angles et inversement une svastika était substituée à l'aigle centrale.
Ce fanion fut en service jusqu'à la fin de 1935. Il y avait également un motif alternatif avec quelques différences : l'aigle central était sur un champ rouge et les quatre secteurs blancs n'allaient pas jusque dans les angles. Les détails exacts concernant l'envers ne sont pas connus.

### Fanion de commandement du ministre des Transports aériens et commandant en chef de l'aviation allemande

Fanion de commandement du ministre des Transports aériens et commandant en chef de l'aviation allemande

Hitler créa officiellement la Luftwaffe le 26 février 1935, plaçant Hermann Göring à sa tête (Oberbefehlshaber der Luftwaffe). À la fin de 1935 le drapeau fut établi sous la forme d'un carré de soie rouge vif. Ce drapeau était assez similaire à celui utilisé auparavant. Les différences étaient les suivantes :
- sur l'endroit, au centre figurait une svastika dorée et quatre aigles dorés figuraient dans les coins ;
- sur l'envers, le centre était occupé par un aigle doré appuyé sur une svastika et quatre svastika dans les angles.

De plus le fanion était brodé sur ses quatre côtés avec une frise dorée comprenant 76 petites svastikas debout sur leur pointe.
Le 28 avril 1938, après que Göring est promu Generalfeldmarschall, une paire de bâtons de maréchal est ajoutée à l'envers du fanion, croisés sur la représentation de la médaille Pour le Mérite.